# Malcolm Ross (Linguist)
Malcolm David Ross (* 3. Mai 1942 in London) ist ein australischer Linguist. Er ist emeritierter Professor für Linguistik an der Australian National University.
Ross ist unter Linguisten vor allem für seine Arbeiten zu austronesischen und papuanischen Sprachen, historischer Linguistik und Sprachkontakt (insbesondere Metatypie) bekannt. Er wurde 1996 zum Mitglied der Australian Academy of the Humanities gewählt.

## Karriere
Ross war von 1980 bis 1982 Rektor des Goroka Teachers College in Papua-Neuguinea. Während dieser Zeit begann er sich für die lokalen Sprachen zu interessieren und begann, Daten über sie zu sammeln. 1986 erhielt er seinen Doktortitel an der ANU unter Aufsicht von Stephen Wurm, Bert Voorhoeve und Darrell Tryon. Seine Dissertation beschäftigte sich mit der Genealogie der ozeanischen Sprachen Westmelanesiens und enthielt eine frühe Rekonstruktion des Proto-Ozeanischen.
Malcolm Ross führte das Konzept einer Verknüpfung ein, einer Gruppe von Sprachen, die sich eher durch Dialektdifferenzierung als durch baumartige Aufspaltungen entwickelt.
Gemeinsam mit  Andrew Pawley und Meredith Osmond hat Ross zum Proto-Oceanic Lexicon Project beigetragen, das mehrere Bände rekonstruierten proto-ozeanischen Vokabulars in verschiedenen semantischen Bereichen hervorgebracht hat.
In jüngerer Zeit hat Ross zu den Themen Formosa-Sprachen, Papua-Sprachen und die Rekonstruktion der proto-austronesischen Phonologie und Syntax publiziert.

## Metatypie
Metatypie ist eine Art morphosyntaktischer und semantischer Sprachwandel, die durch Sprachkontakt zwischen mehrsprachigen Sprechern zustande kommt.
Ross stellt fest, dass die semantische Reorganisation vor der syntaktischen Umstrukturierung stattfindet. Die syntaktischen Änderungen erfolgen in der Reihenfolge (i) (Teil-)Satz, (ii) Phrase und (iii) Wörter.